# Субашилик
Субашилик — територіально-адміністративна одиниця в Османській імперії (до поч. 19 ст.), зокрема й на території сучасної України. Субашилики об’єднувалися в санджаки, а з 1362 — також у бейлербеїліки (з 1590-х рр. — ейялети).
С. — елемент тимарної військово-ленної системи. С. був водночас і військово-мобілізаційною одиницею, місцем дислокації загону воїнів-сіпагів. Очолювалися субашами, які мали адміністративні, військові, поліційні та фінансові повноваження. Адміністрацію С. становили черібаші — помічники субаші. Більшість субашів становили освічені раби немусульманського походження та сини беїв. С. поділявся на зеамет (земля в користуванні субаші) та тимари (наділи сіпагів). Центром С. зазвичай було містечко. Наприкінці 18 — на поч. 19 ст. С. було ліквідовано разом із тимарною системою у зв’язку з ліквідацією феодалізму, створенням податкової адміністрації та поліції.